# Metauranocircite
La metauranocircite (simbolo IMA: Murc-I) è un minerale del gruppo della meta-autunite appartenente alla famiglia dei "fosfati, arseniati e vanadati" con la composizione Ba(UO2)2(PO4)2 • 6-8(H2O).

## Etimologia e storia
La metauranocircite era precedentemente conosciuta come meta-uranocircite, nominata in questo modo nel 1904 da Paul Gaubert per la sua relazione disidratata con l'uranocircite, dove 'meta-' indicava la disidratazione, come in precedenza fatto con la meta-autunite.
Nel 1963 Walenta l'ha rinominata meta-uranocircite-I, mentre nel 2008 il trattino è stato eliminato, e infine nel 2022 l'Associazione Mineralogica Internazionale (IMA) ha rinominato il minerale togliendo il numero cardinale.

## Classificazione
Nella Classificazione Nickel-Strunz la metauranocircite è classificata nella famiglia "8. Fosfati, arseniati, vanadati" e da lì nella sottoclasse "8.E Fosfati e arseniati di uranile"; questa è ulteriormente suddivisa in base al rapporto tra le quantità del complesso uranile (UO2) e il complesso fosfato, arseniato e vanadato (RO4), in modo che il minerale possa essere trovato nella sezione nº 8.EB.10 insieme a lehnerite, bassetite, meta-autunite, metaheinrichite, metakahlerite, metakirchheimerite, metasaléeite, metatorbernite, metazeunerite, metauramphite, przhevalskite, metalodèvite, metanatroautunite, metanováčekite e metauranospinite.
Nella Sistematica dei lapis (Lapis-Systematik) di Stefan Weiß il minerale è elencato nella classe dei "fosfati, arseniati e vanadati" e dal lì nella sottoclasse dei "fosfati/arsenati di uranile e vanadati di uranile con [UO2]2+ - [PO4]/[AsO4]3- e [UO2]2+ - [V2O8]6-, nonché vanadati isotipici (serie della sincosite)", dove fa parte del "gruppo della meta-autunite" con il sistema nº VII/E.02-110.
Anche la classificazione dei minerali secondo Dana elenca la metauranocircite nella classe dei "fosfati, arseniati e vanadati", poi nella sottoclasse dei "Fosfati idrati ecc.", che ha un'ulteriore suddivisione, in modo che il minerale possa essere trovato nel "fosfati idrati ecc. con A2+(B2+)2(XO4) • x(H2O), con (UO2)2+", dove forma il sistema nº 40.02a.02 insieme all'uranocircite.

## Abito cristallino
La metauranocircite cristallizza nel sistema monoclino col gruppo spaziale P21 (gruppo nº 4) con i parametri reticolari a = 6,943(2) Å, b = 17,634(6) Å, c = 6,952(2) Å e β = 90,023(7)° e con 2 unità di formula per cella unitaria.
Altre fonti indicano per la metauranocircite il sistema tetragonale con il gruppo spaziale P4/nmm (gruppo nº 129) e con i parametri reticolari a = 6,96 Å e c = 16,90 Å.

## Proprietà
La metauranocircite ha un contenuto di uranio di circa il 47,92%, pertanto è radioattiva; tenendo conto delle proporzioni degli elementi radioattivi nella formula molecolare idealizzata e dei successivi decadimenti della serie di decadimento naturale, per il minerale viene fornita un'attività specifica di circa 85,78 kBq/g (per confronto, il potassio naturale ha un'attività specifica pari a 0,0312 kBq/g). Il valore indicato può variare in modo significativo a seconda del contenuto di minerali e della composizione degli stadi, ed è anche possibile l'arricchimento selettivo o l'arricchimento dei prodotti di decadimento radioattivo e modifica l'attività.
Il minerale ha una forte fluorescenza color giallo-verde sia nella luce ultravioletta a onde corte, che in quella a onde lunghe.
La sua durezza Mohs vaia tra 2 e 2,5, e può essere graffiata con l'unghia di un dito come il gesso, minerale di riferimento (durezza 2).

## Origine e giacitura
La metauranocircite è un minerale secondario dei giacimenti di uraninite fosfatica; la si trova associata con torbernite e autunite.
La metauranocircite è stata rinvenuta in diversi siti sparsi per il mondo: in Germania a Brigachtal e St. Blasien (Baden-Württemberg), a Sailauf (Baviera), nei Monti Metalliferi e nel circondario del Vogtland (in Sassonia), a Falkenstein; in Polonia a Kopaniec, nel Podgórze e Gmina Lubomierz; in Portogallo a Nossa Senhora da Graça; in Francia a Pontivy, Bressuire e Rodez.
In Repubblica Ceca è stato trovato a Špindlerův Mlýn, Krásno, Loket, Přebuz e Dolní Morava; a Großdietmanns, Sankt Radegund bei Graz e Rettenegg in Austria.
Ci sono stati ritrovamenti anche in Gabon, Niger, Canada e diversi siti degli Stati Uniti.